# 台东五路
台东五路是位于中华人民共和国山东省青岛市市北区中西部（即原台东区中部）的一条道路，以“台东”之名称加序数命名。该道路第一次日占时期（1914年－1922年）称，1923年改称台东五路，沿用至今。
台东五路是青岛老城区的一条近似东西向的道路。原道路全长807米，最宽处11米。1980年，该路因威海路展宽新建楼群建筑而被分隔成东西两段，最东段被缩减。